# Mangora rupununi
Mangora rupununi là một loài nhện trong họ Araneidae.
Loài này thuộc chi Mangora. Mangora rupununi được Herbert Walter Levi miêu tả năm 2007.